# 24h Le Mans 2012

Tor Circuit de la Sarthe

24h Le Mans 2012 – 24–godzinny wyścig samochodowy rozegrany na torze Circuit de la Sarthe w dniach 16–17 czerwca 2012 roku. Wyścig ten był trzecią rundą sezonu 2012 serii FIA World Endurance Championship.

## Harmonogram
| Dzień                | Godzina | Sesja                         |
| -------------------- | ------- | ----------------------------- |
| Niedziela, 3 czerwca | 9:00    | Pierwsza sesja testowa        |
| Niedziela, 3 czerwca | 14:00   | Druga sesja testowa           |
| Środa, 13 czerwca    | 16:00   | Sesja treningowa              |
| Środa, 13 czerwca    | 22:00   | Pierwsza sesja kwalifikacyjna |
| Czwartek, 14 czerwca | 19:00   | Druga sesja kwalifikacyjna    |
| Czwartek, 14 czerwca | 22:00   | Trzecia sesja kwalifikacyjna  |
| Sobota, 16 czerwca   | 9:00    | Rozgrzewka                    |
| Sobota, 16 czerwca   | 15:00   | Wyścig                        |
| Źródło               |         |                               |

## Dzień testowy
| Klasa          | Zespół                   | Samochód                 | Czas           | Okr.           |
| Sesja pierwsza | Sesja pierwsza           | Sesja pierwsza           | Sesja pierwsza | Sesja pierwsza |
| -------------- | ------------------------ | ------------------------ | -------------- | -------------- |
| LMP1           | #3 Audi Sport Team Joest | Audi R18 Ultra           | 3:27,732       | 52             |
| LMP2           | #35 OAK Racing           | Morgan LMP2–Nissan       | 3:41,395       | 40             |
| LMGTE Pro      | #59 Luxury Racing        | Ferrari 458 Italia GT2   | 3:58,869       | 23             |
| LMGTE Am       | #99 Aston Martin Racing  | Aston Martin Vantage GTE | 4:02,350       | 28             |
| Sesja druga    |                          |                          |                |                |
| LMP1           | #2 Audi Sport Team Joest | Audi R18 e-tron quattro  | 3:25,927       | 30             |
| LMP2           | #35 OAK Racing           | Morgan LMP2–Nissan       | 3:41,291       | 35             |
| LMGTE Pro      | #74 Corvette Racing      | Chevrolet Corvette C6.R  | 3:58,971       | 34             |
| LMGTE Am       | #99 Aston Martin Racing  | Aston Martin Vantage GTE | 3:59,938       | 27             |

## Sesja treningowa
| Klasa     | Zespół                        | Samochód                 | Czas     | Okr. |
| --------- | ----------------------------- | ------------------------ | -------- | ---- |
| LMP1      | #1 Audi Sport Team Joest      | Audi R18 e-tron quattro  | 3:25,163 | 56   |
| LMP2      | #44 Starworks Motorsport      | HPD ARX-03b–Honda        | 3:39,669 | 38   |
| LMGTE Pro | #97 Aston Martin Racing       | Aston Martin Vantage GTE | 3:57,036 | 41   |
| LMGTE Am  | #79 Flying Lizard Motorsports | Porsche 911 RSR          | 3:58,267 | 46   |
| Źródło    |                               |                          |          |      |

## Kwalifikacje
Pole position w każdej klasie jest zaznaczone jako pogrubione. Najszybszy czas jest zaznaczony w każdym zgłoszeniu w kolorze szarym.
| Poz. | Klasa     | Zespół                        | Samochód                 | Q1       | Q2       | Q3       | Strata  | Poz. s. |
| ---- | --------- | ----------------------------- | ------------------------ | -------- | -------- | -------- | ------- | ------- |
| 1    | LMP1      | #1 Audi Sport Team Joest      | Audi R18 e-tron quattro  | 3:25,453 | 3:24,997 | 3:23,787 |         | 1       |
| 2    | LMP1      | #3 Audi Sport Team Joest      | Audi R18 ultra           | 3:26,694 | 3:24,078 | 3:27,578 | +0,291  | 2       |
| 3    | LMP1      | #8 Toyota Racing              | Toyota TS030 Hybrid      | 3:28,295 | 3:26,151 | 3:24,842 | +1,055  | 3       |
| 4    | LMP1      | #2 Audi Sport Team Joest      | Audi R18 e-tron quattro  | 3:26,536 | 3:26,038 | 3:25,433 | +1,646  | 4       |
| 5    | LMP1      | #7 Toyota Racing              | Toyota TS030 Hybrid      | 3:27,191 | 3:26,502 | 3:25,488 | +1,701  | 5       |
| 6    | LMP1      | #4 Audi Sport North America   | Audi R18 ultra           | 3:27,554 | 3:26,420 | 3:26,600 | +2,633  | 6       |
| 7    | LMP1      | #21 Strakka Racing            | HPD ARX-03a–Honda        | 3:32,750 | 3:29,622 | 3:37,253 | +5,835  | 7       |
| 8    | LMP1      | #12 Rebellion Racing          | Lola B12/60–Toyota       | 3:33,211 | 3:29,837 | 3:34,476 | +6,050  | 8       |
| 9    | LMP1      | #13 Rebellion Racing          | Lola B12/60–Toyota       | 3:33,140 | 3:31,866 | 3:41,533 | +8,079  | 9       |
| 10   | LMP1      | #17 Pescarolo Team            | Dome S102.5–Judd         | 3:34,716 | 3:34,925 | 3:33,066 | +9,279  | 10      |
| 11   | LMP1      | #22 JRM                       | HPD ARX-03a–Honda        | 3:37,088 | –        | 3:35,421 | +11,634 | 11      |
| 12   | LMP1      | #15 OAK Racing                | OAK Pescarolo 01–Judd    | 3:38,414 | 3:37,367 | 3:35,584 | +11,797 | 12      |
| 13   | LMP1      | #16 Pescarolo Team            | Pescarolo 03–Judd        | –        | 3:37,485 | 3:48,716 | +13,698 | –       |
| 14   | LMP2      | #25 ADR-Delta                 | Oreca 03–Nissan          | 3:41,791 | 3:40,174 | 3:38,181 | +14,394 | 13      |
| 15   | LMP2      | #24 OAK Racing                | Morgan LMP2–Judd         | 3:40,902 | 3:38,598 | 3:40,310 | +14,811 | 14      |
| 16   | LMP2      | #26 Signatech–Nissan          | Oreca 03–Nissan          | 3:42,157 | 3:39,152 | 3:44,622 | +15,365 | 15      |
| 17   | LMP2      | #46 Thiriet by TDS Racing     | Oreca 03–Nissan          | 3:39,252 | 3:41,975 | 3:41,990 | +15,465 | 16      |
| 18   | LMP2      | #49 Pecom Racing              | Oreca 03–Nissan          | 3:41,916 | 3:39,711 | 3:40,292 | +15,924 | 17      |
| 19   | LMP2      | #48 Murphy Prototypes         | Oreca 03–Nissan          | 3:39,877 | 3:40,652 | 3:42,057 | +16,090 | 18      |
| 20   | LMP2      | #35 OAK Racing                | Morgan LMP2–Nissan       | 3:41,721 | 3:39,899 | 3:41,707 | +16,112 | 19      |
| 21   | LMP2      | #30 Status Grand Prix         | Lola B12/80–Judd         | 3:41,451 | 3:42,518 | 3:40,280 | +16,493 | 20      |
| 22   | LMP2      | #44 Starworks Motorsport      | HPD ARX-03b–Honda        | 3:40,639 | 3:41,863 | 3:40,471 | +16,684 | 21      |
| 23   | LMP2      | #45 Boutsen Ginion Racing     | Oreca 03–Nissan          | 3:40,727 | 3:43,763 | 3:42,949 | +16,940 | 22      |
| 24   | LMP2      | #42 Greaves Motorsport        | Zytek Z11SN–Nissan       | 3:42,125 | 3:40,738 | 3:43,230 | +16,951 | 23      |
| 25   | LMP2      | #38 Jota                      | Zytek Z11SN–Nissan       | 3:41,287 | 3:41,428 | –        | +17,500 | 24      |
| 26   | LMP2      | #23 Signatech–Nissan          | Oreca 03–Nissan          | 3:44,495 | 3:42,581 | 3:41,982 | +18,195 | 25      |
| 27   | LMP2      | #33 Level 5 Motorsports       | HPD ARX-03b–Honda        | 3:42,224 | –        | 3:42,696 | +18,437 | 26      |
| 28   | LMP2      | #41 Greaves Motorsport        | Zytek Z11SN–Nissan       | 3:47,408 | 3:43,406 | 3:42,292 | +18,505 | 27      |
| 29   |           | #0 Highcroft Racing           | DeltaWing–Nissan         | 3:42,612 | 3:48,142 | 3:50,903 | +18,825 | 28      |
| 30   | LMP2      | #40 Race Performance          | Oreca 03–Judd            | 3:48,124 | 3:43,619 | 3:46,200 | +19,832 | 29      |
| 31   | LMP2      | #31 Lotus                     | Lola B12/80–Lotus        | 3:48,067 | –        | 3:45,664 | +21,877 | 30      |
| 32   | LMP2      | #28 Gulf Racing Middle East   | Lola B12/80–Nissan       | 3:50,526 | 3:47,244 | 4:15,649 | +23,457 | 31      |
| 33   | LMP2      | #43 Extrême Limite ARIC       | Norma M200P–Judd         | 3:51,012 | 3:53,560 | 3:48,025 | +24,238 | 32      |
| 34   | LMGTE Pro | #59 Luxury Racing             | Ferrari 458 Italia GT2   | 3:56,076 | 3:55,393 | 3:58,647 | +31,606 | 33      |
| 35   | LMGTE Pro | #97 Aston Martin Racing       | Aston Martin Vantage GTE | 3:57,466 | 3:55,870 | 3:56,036 | +32,083 | 34      |
| 36   | LMGTE Pro | #74 Corvette Racing           | Chevrolet Corvette C6.R  | 3:55,910 | 3:58,214 | 3:57,981 | +32,123 | 35      |
| 37   | LMGTE Pro | #71 AF Corse                  | Ferrari 458 Italia GT2   | 3:57,509 | 3:58,960 | 3:56,484 | +32,697 | 36      |
| 38   | LMGTE Pro | #73 Corvette Racing           | Chevrolet Corvette C6.R  | 3:57,181 | 3:59,433 | 3:59,471 | +33,394 | 37      |
| 39   | LMGTE Am  | #79 Flying Lizard Motorsports | Porsche 911 RSR          | 3:57,594 | 4:09,762 | 4:03,420 | +33,807 | 38      |
| 40   | LMGTE Pro | #77 Team Felbermayr-Proton    | Porsche 911 RSR          | 3:57,648 | 3:57,606 | 4:19,147 | +33,819 | 39      |
| 41   | LMGTE Am  | #75 Prospeed Competition      | Porsche 911 RSR          | 3:58,035 | 9:51,593 | 3:59,739 | +34,248 | 40      |
| 42   | LMGTE Pro | #80 Flying Lizard Motorsports | Porsche 911 RSR          | 3:58,717 | 4:00,011 | 3:59,372 | +34,930 | 41      |
| 43   | LMGTE Am  | #99 Aston Martin Racing       | Aston Martin Vantage GTE | 3:58,725 | 4:00,958 | –        | +34,938 | 42      |
| 44   | LMGTE Am  | #58 Luxury Racing             | Ferrari 458 Italia GT2   | 4:00,849 | 3:58,800 | –        | +35,013 | 43      |
| 45   | LMP2      | #29 Gulf Racing Middle East   | Lola B12/80–Nissan       | 4:14,086 | –        | 3:58,895 | +35,108 | 44      |
| 46   | LMGTE Am  | #88 Team Felbermayr-Proton    | Porsche 911 RSR          | 3:59,529 | 3:59,181 | 3:59,971 | +35,394 | 45      |
| 47   | LMGTE Am  | #50 Larbre Compétition        | Chevrolet Corvette C6.R  | 3:59,192 | 4:05,426 | 4:13,459 | +35,405 | 46      |
| 48   | LMGTE Pro | #66 JMW Motorsport            | Ferrari 458 Italia GT2   | 4:00,883 | 3:59,638 | 4:10,192 | +35,851 | 47      |
| 49   | LMGTE Pro | #51 AF Corse                  | Ferrari 458 Italia GT2   | –        | –        | 4:00,025 | +36,238 | 48      |
| 50   | LMGTE Am  | #81 AF Corse                  | Ferrari 458 Italia GT2   | 4:04,493 | 4:00,288 | 4:00,924 | +36,501 | 49      |
| 51   | LMGTE Am  | #67 IMSA Performance Matmut   | Porsche 911 RSR          | 4:00,332 | 4:00,829 | 4:07,180 | +36,545 | 50      |
| 52   | LMGTE Am  | #61 AF Corse-Waltrip          | Ferrari 458 Italia GT2   | 4:04,861 | 4:00,691 | 4:08,217 | +36,904 | 51      |
| 53   | LMGTE Am  | #57 Krohn Racing              | Ferrari 458 Italia GT2   | 4:04,698 | 4:04,075 | 4:02,323 | +38,536 | 52      |
| 54   | LMGTE Am  | #83 JMB Racing                | Ferrari 458 Italia GT2   | 4:04,416 | 4:02,461 | 4:20,082 | +38,674 | 53      |
| 55   | LMGTE Am  | #70 Larbre Compétition        | Chevrolet Corvette C6.R  | 4:03,021 | 4:02,969 | 4:09,709 | +39,182 | 54      |
| 56   | LMGTE Am  | #55 JWA-Avila                 | Porsche 911 RSR          | 4:08,170 | 4:03,661 | 4:03,705 | +39,874 | 55      |

## Wyścig

### Wyniki
Minimum do bycia sklasyfikowanym (70 procent dystansu pokonanego przez zwycięzców wyścigu) wyniosło 264 okrążenia. Zwycięzcy klas są oznaczeni pogrubieniem.

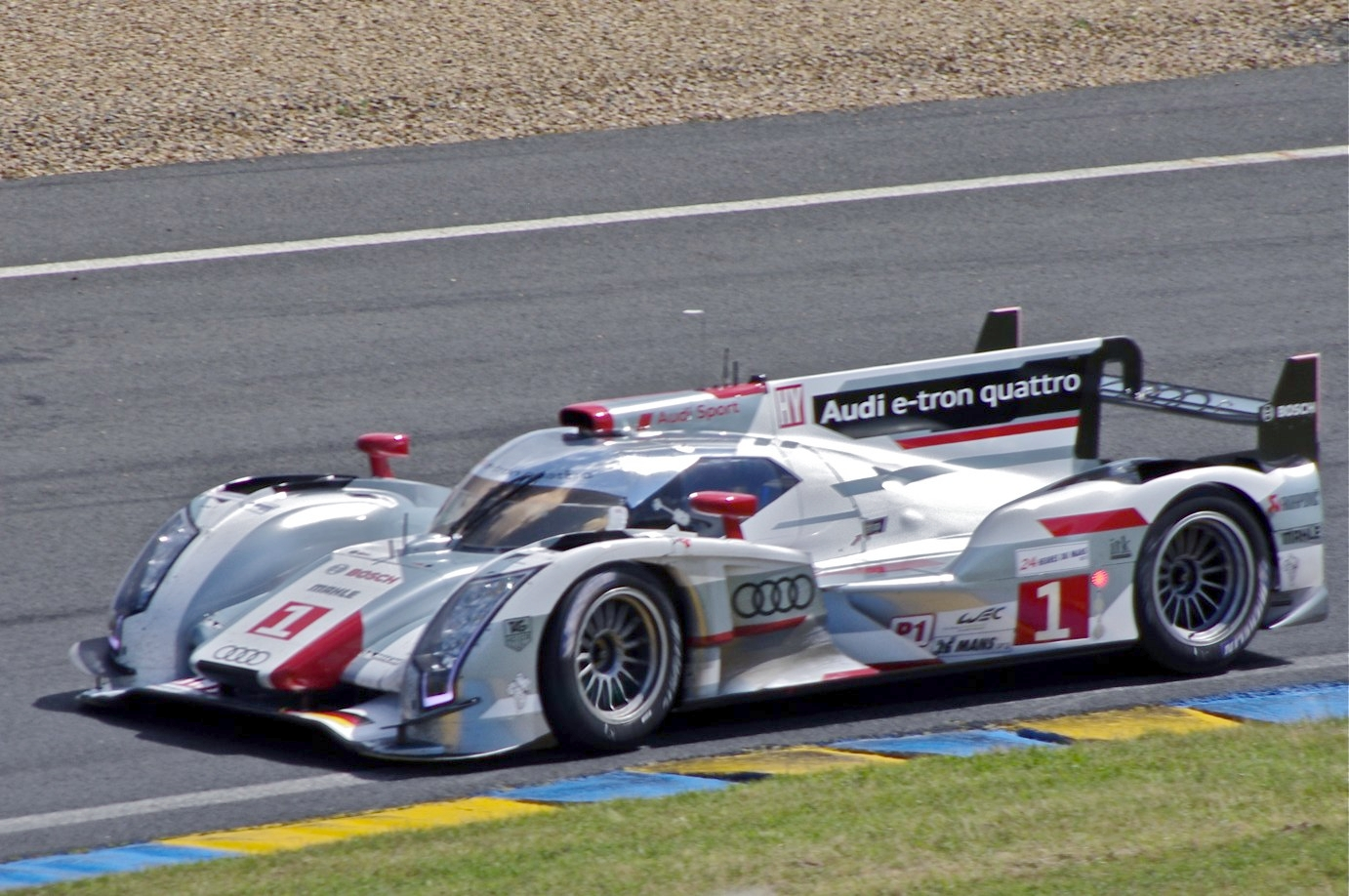
Zwycięski samochód Audi R18 e-tron quattro

| Poz.                        | Klasa     | Zespół                        | Kierowcy                                                          | Nadwozie                                | Opony | Okr. |
| Poz.                        | Klasa     | Zespół                        | Kierowcy                                                          | Silnik                                  | Opony | Okr. |
| --------------------------- | --------- | ----------------------------- | ----------------------------------------------------------------- | --------------------------------------- | ----- | ---- |
| 1                           | LMP1      | #1 Audi Sport Team Joest      | André Lotterer Marcel Fässler Benoît Tréluyer                     | Audi R18 e-tron quattro                 | M     | 378  |
| 1                           | LMP1      | #1 Audi Sport Team Joest      | André Lotterer Marcel Fässler Benoît Tréluyer                     | Audi TDI 3.7 L Turbo V6 (Hybrid Diesel) | M     | 378  |
| 2                           | LMP1      | #2 Audi Sport Team Joest      | Allan McNish Rinaldo Capello Tom Kristensen                       | Audi R18 e-tron quattro                 | M     | 377  |
| 2                           | LMP1      | #2 Audi Sport Team Joest      | Allan McNish Rinaldo Capello Tom Kristensen                       | Audi TDI 3.7 L Turbo V6 (Hybrid Diesel) | M     | 377  |
| 3                           | LMP1      | #4 Audi Sport North America   | Oliver Jarvis Marco Bonanomi Mike Rockenfeller                    | Audi R18 ultra                          | M     | 375  |
| 3                           | LMP1      | #4 Audi Sport North America   | Oliver Jarvis Marco Bonanomi Mike Rockenfeller                    | Audi TDI 3.7 L Turbo V6 (Diesel)        | M     | 375  |
| 4                           | LMP1      | #12 Rebellion Racing          | Nicolas Prost Nick Heidfeld Neel Jani                             | Lola B12/60                             | M     | 367  |
| 4                           | LMP1      | #12 Rebellion Racing          | Nicolas Prost Nick Heidfeld Neel Jani                             | Toyota RV8KLM 3.4 L V8                  | M     | 367  |
| 5                           | LMP1      | #3 Audi Sport Team Joest      | Marc Gené Romain Dumas Loïc Duval                                 | Audi R18 ultra                          | M     | 366  |
| 5                           | LMP1      | #3 Audi Sport Team Joest      | Marc Gené Romain Dumas Loïc Duval                                 | Audi TDI 3.7 L Turbo V6 (Diesel)        | M     | 366  |
| 6                           | LMP1      | #22 JRM                       | David Brabham Peter Dumbreck Karun Chandhok                       | HPD ARX-03a                             | M     | 357  |
| 6                           | LMP1      | #22 JRM                       | David Brabham Peter Dumbreck Karun Chandhok                       | Honda LM-V8 3.4 L V8                    | M     | 357  |
| 7                           | LMP2      | #44 Starworks Motorsport      | Enzo Potolicchio Ryan Dalziel Tom Kimber-Smith                    | HPD ARX-03b                             | D     | 354  |
| 7                           | LMP2      | #44 Starworks Motorsport      | Enzo Potolicchio Ryan Dalziel Tom Kimber-Smith                    | Honda HR28TT 2.8 L Turbo V6             | D     | 354  |
| 8                           | LMP2      | #46 Thiriet by TDS Racing     | Pierre Thiriet Mathias Beche Christophe Tinseau                   | Oreca 03                                | D     | 353  |
| 8                           | LMP2      | #46 Thiriet by TDS Racing     | Pierre Thiriet Mathias Beche Christophe Tinseau                   | Nissan VK45DE 4.5 L V8                  | D     | 353  |
| 9                           | LMP2      | #49 Pecom Racing              | Luís Pérez Companc Pierre Kaffer Soheil Ayari                     | Oreca 03                                | D     | 352  |
| 9                           | LMP2      | #49 Pecom Racing              | Luís Pérez Companc Pierre Kaffer Soheil Ayari                     | Nissan VK45DE 4.5 L V8                  | D     | 352  |
| 10                          | LMP2      | #26 Signatech–Nissan          | Pierre Ragues Nelson Panciatici Roman Rusinow                     | Oreca 03                                | D     | 351  |
| 10                          | LMP2      | #26 Signatech–Nissan          | Pierre Ragues Nelson Panciatici Roman Rusinow                     | Nissan VK45DE 4.5 L V8                  | D     | 351  |
| 11                          | LMP1      | #13 Rebellion Racing          | Andrea Belicchi Jeroen Bleekemolen Harold Primat                  | Lola B12/60                             | M     | 350  |
| 11                          | LMP1      | #13 Rebellion Racing          | Andrea Belicchi Jeroen Bleekemolen Harold Primat                  | Toyota RV8KLM 3.4 L V8                  | M     | 350  |
| 12                          | LMP2      | #41 Greaves Motorsport        | Christian Zugel Elton Julian Ricardo González                     | Zytek Z11SN                             | D     | 348  |
| 12                          | LMP2      | #41 Greaves Motorsport        | Christian Zugel Elton Julian Ricardo González                     | Nissan VK45DE 4.5 L V8                  | D     | 348  |
| 13                          | LMP2      | #25 ADR-Delta                 | John Martin Tor Graves Jan Charouz                                | Oreca 03                                | D     | 346  |
| 13                          | LMP2      | #25 ADR-Delta                 | John Martin Tor Graves Jan Charouz                                | Nissan VK45DE 4.5 L V8                  | D     | 346  |
| 14                          | LMP2      | #35 OAK Racing                | David Heinemeier Hansson Bas Leinders Maxime Martin               | Morgan LMP2                             | D     | 341  |
| 14                          | LMP2      | #35 OAK Racing                | David Heinemeier Hansson Bas Leinders Maxime Martin               | Nissan VK45DE 4.5 L V8                  | D     | 341  |
| 15                          | LMP2      | #42 Greaves Motorsport        | Alex Brundle Martin Brundle Lucas Ordóñez                         | Zytek Z11SN                             | D     | 340  |
| 15                          | LMP2      | #42 Greaves Motorsport        | Alex Brundle Martin Brundle Lucas Ordóñez                         | Nissan VK45DE 4.5 L V8                  | D     | 340  |
| 16                          | LMP2      | #23 Signatech–Nissan          | Jordan Tresson Franck Mailleux Olivier Lombard                    | Oreca 03                                | D     | 340  |
| 16                          | LMP2      | #23 Signatech–Nissan          | Jordan Tresson Franck Mailleux Olivier Lombard                    | Nissan VK45DE 4.5 L V8                  | D     | 340  |
| 17                          | LMGTE Pro | #51 AF Corse                  | Giancarlo Fisichella Gianmaria Bruni Toni Vilander                | Ferrari 458 Italia GT2                  | M     | 336  |
| 17                          | LMGTE Pro | #51 AF Corse                  | Giancarlo Fisichella Gianmaria Bruni Toni Vilander                | Ferrari 4.5 L V8                        | M     | 336  |
| 18                          | LMGTE Pro | #59 Luxury Racing             | Frédéric Makowiecki Jaime Melo Dominik Farnbacher                 | Ferrari 458 Italia GT2                  | M     | 333  |
| 18                          | LMGTE Pro | #59 Luxury Racing             | Frédéric Makowiecki Jaime Melo Dominik Farnbacher                 | Ferrari 4.5 L V8                        | M     | 333  |
| 19                          | LMGTE Pro | #97 Aston Martin Racing       | Stefan Mücke Adrián Fernández Darren Turner                       | Aston Martin Vantage GTE                | M     | 332  |
| 19                          | LMGTE Pro | #97 Aston Martin Racing       | Stefan Mücke Adrián Fernández Darren Turner                       | Aston Martin 4.5 L V8                   | M     | 332  |
| 20                          | LMGTE Am  | #50 Larbre Compétition        | Patrick Bornhauser Julien Canal Pedro Lamy                        | Chevrolet Corvette C6.R                 | M     | 329  |
| 20                          | LMGTE Am  | #50 Larbre Compétition        | Patrick Bornhauser Julien Canal Pedro Lamy                        | Chevrolet 5.5 L V8                      | M     | 329  |
| 21                          | LMGTE Am  | #67 IMSA Performance Matmut   | Anthony Pons Nicolas Armindo Raymond Narac                        | Porsche 911 RSR                         | M     | 328  |
| 21                          | LMGTE Am  | #67 IMSA Performance Matmut   | Anthony Pons Nicolas Armindo Raymond Narac                        | Porsche 4.0 L Flat-6                    | M     | 328  |
| 22                          | LMGTE Pro | #71 AF Corse                  | Andrea Bertolini Olivier Beretta Marco Cioci                      | Ferrari 458 Italia GT2                  | M     | 326  |
| 22                          | LMGTE Pro | #71 AF Corse                  | Andrea Bertolini Olivier Beretta Marco Cioci                      | Ferrari 4.5 L V8                        | M     | 326  |
| 23                          | LMGTE Pro | #73 Corvette Racing           | Antonio García Jan Magnussen Jordan Taylor                        | Chevrolet Corvette C6.R                 | M     | 326  |
| 23                          | LMGTE Pro | #73 Corvette Racing           | Antonio García Jan Magnussen Jordan Taylor                        | Chevrolet 5.5 L V8                      | M     | 326  |
| 24                          | LMP2      | #45 Boutsen Ginion Racing     | Bastien Brière Shinji Nakano Jens Petersen                        | Oreca 03                                | D     | 325  |
| 24                          | LMP2      | #45 Boutsen Ginion Racing     | Bastien Brière Shinji Nakano Jens Petersen                        | Nissan VK45DE 4.5 L V8                  | D     | 325  |
| 25                          | LMGTE Am  | #57 Krohn Racing              | Tracy Krohn Niclas Jönsson Michele Rugolo                         | Ferrari 458 Italia GT2                  | D     | 323  |
| 25                          | LMGTE Am  | #57 Krohn Racing              | Tracy Krohn Niclas Jönsson Michele Rugolo                         | Ferrari 4.5 L V8                        | D     | 323  |
| 26                          | LMP2      | #40 Race Performance          | Michel Frey Jonathan Hirschi Ralph Meichtry                       | Oreca 03                                | D     | 320  |
| 26                          | LMP2      | #40 Race Performance          | Michel Frey Jonathan Hirschi Ralph Meichtry                       | Judd HK 3.6 L V8                        | D     | 320  |
| 27                          | LMGTE Am  | #79 Flying Lizard Motorsports | Seth Neiman Spencer Pumpelly Patrick Pilet                        | Porsche 911 RSR                         | M     | 313  |
| 27                          | LMGTE Am  | #79 Flying Lizard Motorsports | Seth Neiman Spencer Pumpelly Patrick Pilet                        | Porsche 4.0 L Flat-6                    | M     | 313  |
| 28                          | LMGTE Am  | #70 Larbre Compétition        | Christophe Bourret Pascal Gibon Jean-Philippe Belloc              | Chevrolet Corvette C6.R                 | M     | 309  |
| 28                          | LMGTE Am  | #70 Larbre Compétition        | Christophe Bourret Pascal Gibon Jean-Philippe Belloc              | Chevrolet 5.5 L V8                      | M     | 309  |
| 29                          | LMP2      | #43 Extrême Limite ARIC       | Fabien Rosier Philippe Haezebrouck Philippe Thirion               | Norma M200P                             | D     | 308  |
| 29                          | LMP2      | #43 Extrême Limite ARIC       | Fabien Rosier Philippe Haezebrouck Philippe Thirion               | Judd HK 3.6 L V8                        | D     | 308  |
| 30                          | LMP1      | #21 Strakka Racing            | Nick Leventis Jonny Kane Danny Watts                              | HPD ARX-03a                             | M     | 303  |
| 30                          | LMP1      | #21 Strakka Racing            | Nick Leventis Jonny Kane Danny Watts                              | Honda LM-V8 3.4 L V8                    | M     | 303  |
| 31                          | LMGTE Am  | #61 AF Corse-Waltrip          | Robert Kauffman Brian Vickers Rui Águas                           | Ferrari 458 Italia GT2                  | M     | 294  |
| 31                          | LMGTE Am  | #61 AF Corse-Waltrip          | Robert Kauffman Brian Vickers Rui Águas                           | Ferrari 4.5 L V8                        | M     | 294  |
| 32                          | LMGTE Am  | #83 JMB Racing                | Manuel Rodrigues Philippe Illiano Alain Ferté                     | Ferrari 458 Italia GT2                  | M     | 292  |
| 32                          | LMGTE Am  | #83 JMB Racing                | Manuel Rodrigues Philippe Illiano Alain Ferté                     | Ferrari 4.5 L V8                        | M     | 292  |
| 33                          | LMGTE Am  | #55 JWA-Avila                 | Paul Daniels Joël Camathias Markus Palttala                       | Porsche 911 RSR                         | P     | 290  |
| 33                          | LMGTE Am  | #55 JWA-Avila                 | Paul Daniels Joël Camathias Markus Palttala                       | Porsche 4.0 L Flat-6                    | P     | 290  |
| Niesklasyfikowani           |           |                               |                                                                   |                                         |       |      |
|                             | LMGTE Pro | #74 Corvette Racing           | Oliver Gavin Richard Westbrook Tommy Milner                       | Chevrolet Corvette C6.R                 | M     | 215  |
| Chevrolet 5.5 L V8          | LMGTE Pro | #74 Corvette Racing           | Oliver Gavin Richard Westbrook Tommy Milner                       |                                         | M     | 215  |
|                             | LMP1      | #17 Pescarolo Team            | Nicolas Minassian Sébastien Bourdais Seiji Ara                    | Dome S102.5                             | M     | 203  |
| Judd DB 3.4 L V8            | LMP1      | #17 Pescarolo Team            | Nicolas Minassian Sébastien Bourdais Seiji Ara                    |                                         | M     | 203  |
| Nie ukończyli               |           |                               |                                                                   |                                         |       |      |
|                             | LMP2      | #38 Jota                      | Sam Hancock Simon Dolan Haruki Kurosawa                           | Zytek Z11SN                             | D     | 271  |
| Nissan VK45DE 4.5 L V8      | LMP2      | #38 Jota                      | Sam Hancock Simon Dolan Haruki Kurosawa                           |                                         | D     | 271  |
|                             | LMP2      | #33 Level 5 Motorsports       | Scott Tucker Christophe Bouchut Luis Díaz                         | HPD ARX-03b                             | D     | 240  |
| Honda HR28TT 2.8 L Turbo V6 | LMP2      | #33 Level 5 Motorsports       | Scott Tucker Christophe Bouchut Luis Díaz                         |                                         | D     | 240  |
|                             | LMP2      | #30 Status Grand Prix         | Alexander Sims Yelmer Buurman Romain Iannetta                     | Lola B12/80                             | D     | 239  |
| Judd HK 3.6 L V8            | LMP2      | #30 Status Grand Prix         | Alexander Sims Yelmer Buurman Romain Iannetta                     |                                         | D     | 239  |
|                             | LMGTE Am  | #88 Team Felbermayr-Proton    | Christian Ried Gianluca Roda Paolo Ruberti                        | Porsche 911 RSR                         | M     | 222  |
| Porsche 4.0 L Flat-6        | LMGTE Am  | #88 Team Felbermayr-Proton    | Christian Ried Gianluca Roda Paolo Ruberti                        |                                         | M     | 222  |
|                             | LMP1      | #15 OAK Racing                | Franck Montagny Dominik Kraihamer Bertrand Baguette               | OAK Pescarolo 01                        | D     | 219  |
| Judd DB 3.4 L V8            | LMP1      | #15 OAK Racing                | Franck Montagny Dominik Kraihamer Bertrand Baguette               |                                         | D     | 219  |
|                             | LMGTE Pro | #66 JMW Motorsport            | Jonny Cocker James Walker Roger Wills                             | Ferrari 458 Italia GT2                  | D     | 204  |
| Ferrari 4.5 L V8            | LMGTE Pro | #66 JMW Motorsport            | Jonny Cocker James Walker Roger Wills                             |                                         | D     | 204  |
|                             | LMP2      | #48 Murphy Prototypes         | Jody Firth Warren Hughes Brendon Hartley                          | Oreca 03                                | D     | 196  |
| Nissan VK45DE 4.5 L V8      | LMP2      | #48 Murphy Prototypes         | Jody Firth Warren Hughes Brendon Hartley                          |                                         | D     | 196  |
|                             | LMGTE Pro | #77 Team Felbermayr-Proton    | Richard Lietz Marc Lieb Wolf Henzler                              | Porsche 911 RSR                         | M     | 185  |
| Porsche 4.0 L Flat-6        | LMGTE Pro | #77 Team Felbermayr-Proton    | Richard Lietz Marc Lieb Wolf Henzler                              |                                         | M     | 185  |
|                             | LMGTE Am  | #75 Prospeed Competition      | Abd al-Aziz ibn Turki al-Fajsal Al Su’ud Bret Curtis Sean Edwards | Porsche 911 RSR                         | M     | 180  |
| Porsche 4.0 L Flat-6        | LMGTE Am  | #75 Prospeed Competition      | Abd al-Aziz ibn Turki al-Fajsal Al Su’ud Bret Curtis Sean Edwards |                                         | M     | 180  |
|                             | LMP2      | #31 Lotus                     | Thomas Holzer Mirco Schultis Luca Moro                            | Lola B12/80                             | D     | 155  |
| Lotus (Judd) 3.6 L V8       | LMP2      | #31 Lotus                     | Thomas Holzer Mirco Schultis Luca Moro                            |                                         | D     | 155  |
|                             | LMGTE Am  | #58 Luxury Racing             | Pierre Ehret Gunnar Jeannette Frankie Montecalvo                  | Ferrari 458 Italia GT2                  | M     | 146  |
| Ferrari 4.5 L V8            | LMGTE Am  | #58 Luxury Racing             | Pierre Ehret Gunnar Jeannette Frankie Montecalvo                  |                                         | M     | 146  |
|                             | LMP2      | #24 OAK Racing                | Jacques Nicolet Matthieu Lahaye Olivier Pla                       | Morgan LMP2                             | D     | 139  |
| Judd HK 3.6 L V8            | LMP2      | #24 OAK Racing                | Jacques Nicolet Matthieu Lahaye Olivier Pla                       |                                         | D     | 139  |
|                             | LMP1      | #7 Toyota Racing              | Alexander Wurz Kazuki Nakajima Nicolas Lapierre                   | Toyota TS030 Hybrid                     | M     | 134  |
| Toyota 3.4 L V8 (Hybrid)    | LMP1      | #7 Toyota Racing              | Alexander Wurz Kazuki Nakajima Nicolas Lapierre                   |                                         | M     | 134  |
|                             | LMGTE Pro | #80 Flying Lizard Motorsports | Jörg Bergmeister Marco Holzer Patrick Long                        | Porsche 911 RSR                         | M     | 114  |
| Porsche 4.0 L Flat-6        | LMGTE Pro | #80 Flying Lizard Motorsports | Jörg Bergmeister Marco Holzer Patrick Long                        |                                         | M     | 114  |
|                             | LMP2      | #28 Gulf Racing Middle East   | Fabien Giroix Ludovic Badey Stefan Johansson                      | Lola B12/80                             | D     | 92   |
| Nissan VK45DE 4.5 L V8      | LMP2      | #28 Gulf Racing Middle East   | Fabien Giroix Ludovic Badey Stefan Johansson                      |                                         | D     | 92   |
|                             | LMP1      | #8 Toyota Racing              | Anthony Davidson Sébastien Buemi Stéphane Sarrazin                | Toyota TS030 Hybrid                     | M     | 82   |
| Toyota 3.4 L V8 (Hybrid)    | LMP1      | #8 Toyota Racing              | Anthony Davidson Sébastien Buemi Stéphane Sarrazin                |                                         | M     | 82   |
|                             |           | #0 Highcroft Racing           | Marino Franchitti Michael Krumm Satoshi Motoyama                  | DeltaWing                               | M     | 75   |
| Nissan 1.6 L Turbo I4       |           | #0 Highcroft Racing           | Marino Franchitti Michael Krumm Satoshi Motoyama                  |                                         | M     | 75   |
|                             | LMGTE Am  | #81 AF Corse                  | Piergiuseppe Perazzini Niki Cadei Matt Griffin                    | Ferrari 458 Italia GT2                  | M     | 70   |
| Ferrari 4.5 L V8            | LMGTE Am  | #81 AF Corse                  | Piergiuseppe Perazzini Niki Cadei Matt Griffin                    |                                         | M     | 70   |
|                             | LMGTE Am  | #99 Aston Martin Racing       | Christoffer Nygaard Kristian Poulsen Allan Simonsen               | Aston Martin Vantage GTE                | M     | 31   |
| Aston Martin 4.5 L V8       | LMGTE Am  | #99 Aston Martin Racing       | Christoffer Nygaard Kristian Poulsen Allan Simonsen               |                                         | M     | 31   |
|                             | LMP1      | #16 Pescarolo Team            | Emmanuel Collard Stuart Hall                                      | Pescarolo 03                            | M     | 20   |
| Judd DB 3.4 L V8            | LMP1      | #16 Pescarolo Team            | Emmanuel Collard Stuart Hall                                      |                                         | M     | 20   |
|                             | LMP2      | #29 Gulf Racing Middle East   | Keiko Ihara Jean-Denis Délétraz Marc Rostan                       | Lola B12/80                             | D     | 17   |
| Nissan VK45DE 4.5 L V8      | LMP2      | #29 Gulf Racing Middle East   | Keiko Ihara Jean-Denis Délétraz Marc Rostan                       |                                         | D     | 17   |

### Statystyki

#### Najszybsze okrążenie
| Klasa     | Kierowca      | Zespół                        | Czas     | Okr. |
| --------- | ------------- | ----------------------------- | -------- | ---- |
| LMP1      | Loïc Duval    | #3 Audi Sport Team Joest      | 3:24,189 | 269  |
| LMP2      | Jan Charouz   | #25 ADR-Delta                 | 3:38,803 | 253  |
| LMGTE Pro | Stefan Mücke  | #97 Aston Martin Racing       | 3:54,928 | 276  |
| LMGTE Am  | Patrick Pilet | #79 Flying Lizard Motorsports | 3:56,596 | 275  |
| Źródło    |               |                               |          |      |